# 拉斯瑪麗亞斯
拉斯瑪麗亞斯（西班牙語：Las Marías）是波多黎各的城鎮，位於該島西部，始建於1871年，面積114平方公里，主要經濟活動有農業和製衣業，2010年人口9,881，人口密度每平方公里87人。
18°15′5″N 66°59′36″W / 18.25139°N 66.99333°W